# 원시공산제
원시공산제(原始共産制, Primitive communism)는 수렵 선물경제를 기술하는 한 방식으로, 인류의 첫 사회 제도로 간주된다. 유의어로 원시적 공산주의(原始的共産主義)라는 용어 또한 사용된다. 정치사회학과 인류학에서는 카를 마르크스와 프리드리히 엥겔스가 주장한 개념이기도 하다.

## 원시공동체
원시공동체 또는 원시공산체는 문명사회에 선행하는 형태이며, 소위 말하는 자연사회(自然社會)로서 그 구성은 아주 단순하다. 남녀간의 본업이 이미 나타나서 남자는 주로 수렵이나 어로에 종사하고, 여자는 간단한 농경이나 육아(育兒)에 종사하였으나 내부의 분화(分化)는 진전이 없고 계급관계도 없었다. 생산수단이 사회 전체의 소유이고 생산물이 평등하게 분배되었다는 의미에서는 공산제였다. 그러나 점차 토지에 정착해서 농경이나 목축을 주로 하게 되자 혈연(血緣)을 매개로 하는 씨족공동체(氏族共同體)로 전화했다. 여기에서도 생산용구는 여전히 보잘 것 없고 생산력도 낮았기 때문에 씨족 전체의 협력에 의한 집단노동이 없고서는 생활의 유지뿐만 아니라 자연이나 맹수의 위협을 막을 수도 없었다. 혼인도 난혼이나 집단혼 형식이 취해졌었다고 생각된다. 물론 제도로서 집단혼이 있었음을 나타내는 명확한 증거는 없으나 처음에는 혈족간의 혼인을 금지하는 규정이 없었으므로 모건이 말하고 있듯이 한 무리의 남자가 서로 대등한 자격에서 집단적으로 한 무리의 여자와 통혼했으나 점차 혈연관계에 있는 형제자매의 혼인이 금지되는 동시에 모건이 말하는 푸나루아 혼(친자매, 방계의 자매가 반드시 서로 혈연관계가 없는 몇 사람의 남자와 집단적으로 통혼하거나, 반대로 친형제, 방계의 형제가 반드시 혈연관계에 있지 않은 몇 사람의 여자와 집단적으로 혼인하는 형태)을 거쳐 족외혼(族外婚)의 확립과 동시에 복수의 씨족으로 형성되는 부족(部族)으로, 다시 생산력의 발달과 더불어 부족동맹(部族同盟)으로 사회권이 확대되었다.원시공동체의 단위는 씨족으로서 혼인과 종교에 관해서 강한 규제를 받고, 제각기 자기의 토템을 갖고 있어서 동물의 이름을 그대로 토템으로 하여 씨족의 명칭으로 삼음으로써 씨족 내의 강한 친근감을 가져왔을 뿐만 아니라 같은 조상을 숭배하고, 언어나 관습을 같이함으로써 집단으로서의 통일도 이루게 된다. 이러한 원시인 종교의 중심이 되는 것은 애니미즘이라고 불리는 영혼숭배(靈魂崇拜)로서, 원시인들에 있어서 인간의 육체에는 혼이 붙어 있고, 자연물, 예컨대 동물이나 초목석(草木石) 같은 것도 인간과 같이 살아 있는 존재로서 영혼을 갖는다고 생각하여 이것을 숭배함으로써 씨족으로서의 동족적 질서가 유지되었다. 혼인형태도 부족내의 다른 씨족과의  통혼이라는 족외혼(族外婚)이 되었으나 태어난 자식은 모친의 토템 씨족에 속했으므로 모계제가 취해졌다. 그러나 다른 부족으로부터의 침공을 막기 위해서는 부족으로서의 통일이 필요해서 차차 부족 내부의 조직화가 도모되어 남녀노소의 순서에 따라 상하(上下) 구별도 생겼다. 또한 생산력의 발달, 예컨대 창이나 활의 사용, 토기나 직물과 같은 기술의 발명, 동물의 가축화 등에 의해서 원시적 채취경제(採取經濟)로부터 농업목축을 중심으로 하는 생산경제로 옮아감에 따라 개인경영으로도 자기 생활유지에 필요한 자료를 획득하고 보존할 수 있게 되어 공동노동의 필요성이 적어졌다. 이리하여 수확물이나 토지의 사적 점유(私的占有)가 시작되고, 부족간의 정복에 따른 토지수탈 등에 의해서 사유재산제와 계급국가가 형성되어 원시공동체는 해체되고 노예제사회로 옮아갔다.

## 같이 보기
- 민족중심주의
- 구조기능주의
- 경제인류학
- 포틀래치
- 자본의 본원 축적
- 생산수단의 사회화
- 생산양식